# Chrysopa wagneri
Chrysopa wagneri är en insektsart som beskrevs av Peter Esben-Petersen 1932. 
Chrysopa wagneri ingår i släktet Chrysopa och familjen guldögonsländor. Inga underarter finns listade i Catalogue of Life.